# ایران‌آباد
ایران‌آباد روستایی است که در استان اردبیل، شهرستان پارس‌آباد، بخش مرکزی، دهستان ساوالان قرار دارد.

## جمعیت
بر اساس سرشماری سال ۱۳۸۵ جمعیت این روستا ۲۲۲۷ نفر با ۴۷۸ خانوار بوده‌است.